# Synagoge (Bad Neuenahr)

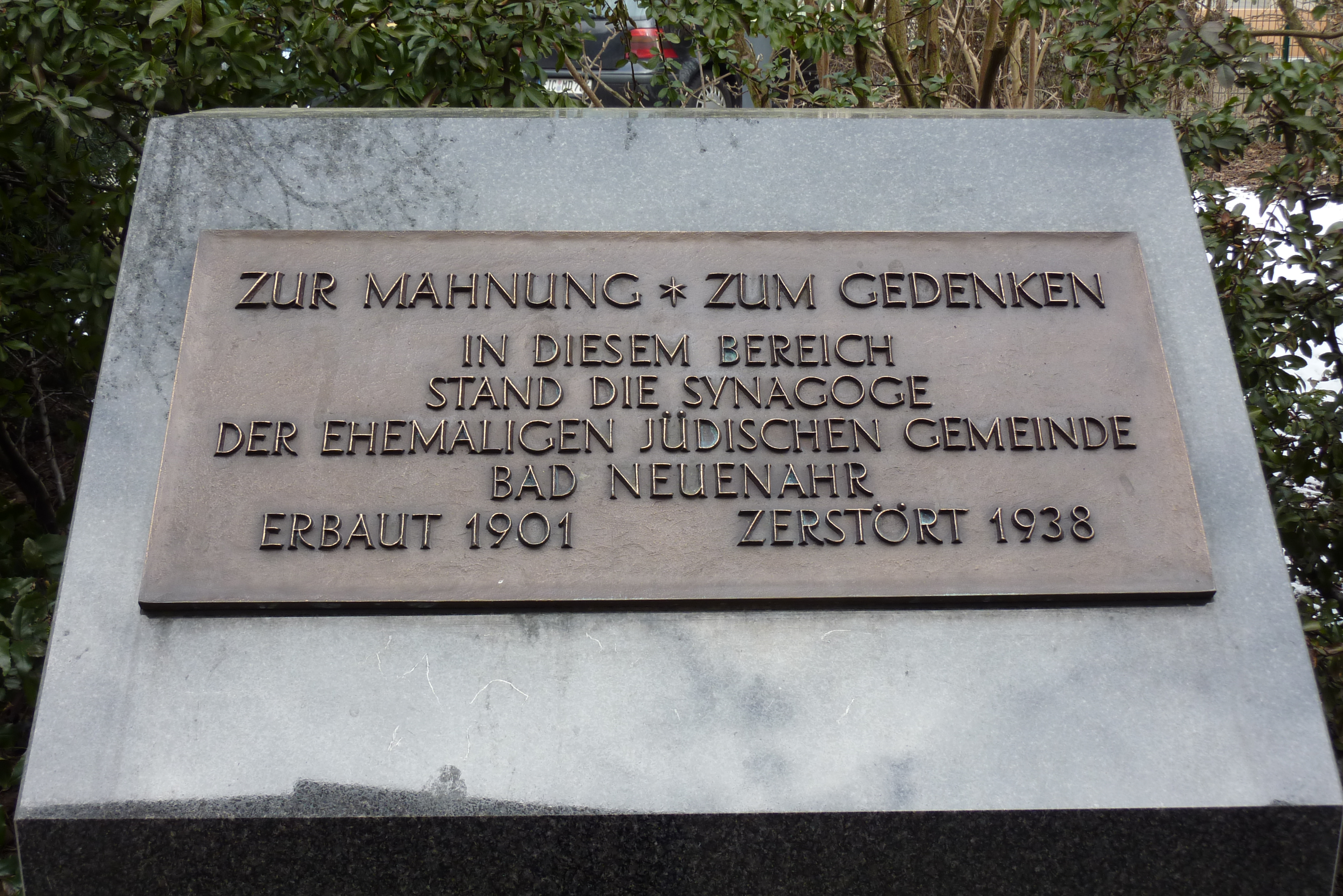
Gedenktafel an die ehemalige Synagoge in Bad Neuenahr

Die Synagoge in Bad Neuenahr, einem Stadtteil der Stadt Bad Neuenahr-Ahrweiler des rheinland-pfälzischen Landkreises Ahrweiler, wurde 1901 erbaut und 1938 zerstört. Die Synagoge befand sich an der heutigen Wadenheimer Straße 8.

## Geschichte
In Wadenheim, einem Ortsteil des 1875 gegründeten Bad Neuenahr, lebten seit dem 16. Jahrhundert Juden. Um 1629 ist ein Hirz der Jud bezeugt. Im 18. Jahrhundert konnten sich auch im benachbarten Heimersheim einige jüdische Personen niederlassen. Nachdem gegen Ende des 19. Jahrhunderts die jüdische Gemeinde Bad Neuenahr für ihren Gottesdienst einen Betsaal angemietet hatte, wurde 1901 nach den Plänen des Neuenahrer Bauunternehmers und Architekten Heinrich Schmitz die Synagoge errichtet. Während des Pogroms am 10. November 1938 wurde die Synagoge verwüstet und niedergebrannt. Die Straße, wo die Synagoge stand, hieß seit 1901 Tempelstraße und wurde auf Antrag des Ortsgruppenleiters Thür am 20. Dezember 1938 in Wadenheimer Straße umbenannt.

## Architektur
Ebenso wie die Synagoge in Ahrweiler wies die Synagoge in Bad Neuenahr orientalisierende Stilelemente auf. Das Portal wurde von einem halbbogenförmigen Oberlicht überspannt und darüber befand sich ein Okulus. Portal und Okulus wurden von einem schmückenden Rahmen eingefasst. Links von der Eingangsfassade befand sich ein kleiner Anbau mit dem Eingang für die Frauen, die von hier aus direkt die Frauenempore erreichen konnten. Das Satteldach war an allen vier Ecken und an den beiden Dachfirsten mit Akrotere versehen. An der Südfassade waren vier Rundbogenfenster und an der Nordseite drei Rundbogenfenster vorhanden. Im Unterschied zur Synagoge in Ahrweiler war die Synagoge in Neuenahr verputzt und hell angestrichen.